# Орфей мюзик
„Орфей мюзик“ е българско предприятие за търговия с музикални носители и права за използване на музика, създадено през 1994 година в София.
През 1996 г. „Орфей Мюзик“ става лицензиант на Warner Music International и дистрибутира албумите на редица изпълнители като Мадона, Ред Хот Чили Пепърс, Линкин Парк, Миси Елиът, Ерик Клептън, Араш, Род Стюарт, Сийл, Крейг Дейвид, Джеймс Блънт, Майкъл Бубле и други. „Орфей Мюзик“ също е дистрибутор на продуктите на компанията Putumayo World Music.
В каталога на артистите, които „Орфей Мюзик“ разпространява, са Поли Генова, Рут Колева, Виктория Георгиева, Тото, Лъчо, Устата, Тино, Мона, Нели Петкова, както и попфолк изпълнители като Азис, Константин, Анелия, Орхан Мурад, Лияна и др.
През 2022 г. Рут Колева става първият български изпълнител, продуциран и разпространяван от Warner Music Group. През 2023 г. Warner Music Group продуцира други двама български изпълнители – Виктория Георгиева и Поли Генова.